# Egiin Gol
L'Egiin Gol (en mongol : Эгийн гол) est un cours d'eau de Mongolie. Émissaire du lac Khövsgöl, il se jette dans la rivière Selenga et est donc un sous-affluent de l'Ienisseï, par l'Angara.

## Géographie
L'Egiin Gol traverse les deux provinces d'Hövsgöl et de Bulgan, au nord de la Mongolie.

## Histoire
Près du confluent avec la Selenga se trouve un site archéologique comportant notamment une centaine de tombes Xiongnu (IIIe siècle av. J.-C. — Ier siècle apr. J.-C.).

## Sources
- « Bilan des fouilles archéologiques », gouvernement français